# Deíoces de Mèdia
Deíoces o Dèioces (en grec antic, Δηϊόκης Dēïókēs) fou el suposat primer rei de Mèdia vers el 700 aC.
El seu nom assiri fou Daiukku, l'elamita Daayaukka, i l'iranià Dahyuka.

## Vida
Segons Heròdot, era fill de Fraortes i va intentar unificar a les tribus medes cada una de les quals vivia en una ciutat o conjunt de ciutats.
De primer, governava només sobre la seva tribu i es va guanyar una bona reputació com a jutge i governant, però al·legant que el càrrec li portava conflictes va renunciar; llavors els desgovern va prevaldre i els medes es van reunir a la ciutat de Hamadan (Ecbàtana, que vol dir «lloc d'assemblea») per elegir un rei i van nomenar Deíoces que va regnar uns vint-i-tres anys.
Segons les tauletes cuneïformes, hi havia en aquesta època un Deíoces tenia un fill que era ostatge del rei d'Urartu, Rusa I (vers 735-713 aC), al qual va haver de donar suport contra el rei de Manna. Vers el 715 aC, probablement, va donar suport a una revolta contra el rei Iranzu (seria el governador de Messi el nom del qual no apareix a les tauletes), i l'any següent va ajudar a Urartu contra el rei de Manna Ul·lusunu en una guerra que no va tenir èxit. Sargon II va intervenir i va capturar a Deíoces i el va exiliar a Hamat a Síria. La identificació del Deíoces de les fonts assíries i del d'Heròdot no és pas confirmada. El relat d'Heròdot ve de llegendes i fonts orals i podria estar parlant del net de Deíoces, que també es va dir així.